# Allison J35
Il General Electric/Allison J35 era un motore aeronautico turbogetto sviluppato nella seconda metà degli anni quaranta negli Stati Uniti dalla General Electric e poi prodotto dalla Allison Engine Company.
Fu il primo motore con il compressore a flusso assiale usato dalla United States Air Force.

## Storia
L'Allison J35 fu inizialmente sviluppato dalla General Electric (con il codice interno TG-180) parallelamente al motore J33 basato sul motore con compressore centrifugo Whittle, ma, come per l'Allison J33, la produzione venne poi affidata alla Allison Engine Company.

### Sviluppo
Il primo J35 volò sull'XP-84 nel 1946. A fine 1947, il processo produttivo venne affidato alla divisione Allison della General Motors Corporation. Alcuni J35 vennero costruiti dalla Chevrolet, sempre all'interno della GM. La produzione di questo motore cessò nel 1955, con più di 14000 unità costruite.
Il J35 è stato usato per motorizzare l'aereo sperimentale Bell X-5 con ali a geometria variabile e diversi prototipi quali il Douglas XB-43, il North American XB-45 Tornado, il Convair XB-46, il Boeing XB-47 Stratojet, il Martin XB-48, e il Northrop YB-49. È comunque più noto per essere stato installato sui due caccia dell'Aviazione statunitense, l'F-84 Thunderjet e l'F-89 Scorpion.

### Tecnica
L'Allison J35 era un turbogetto con compressore a flusso assiale di 11 stadi, otto camere di combustione ed un singolo stadio di turbina. Nelle versioni con postbruciatore poteva generare fino a 32 kN di spinta (7400 lbf). 
Una versione più avanzata del motore venne successivamente prodotta con il nome di Allison J71, con una spinta di 10000 lbf.

## Versioni

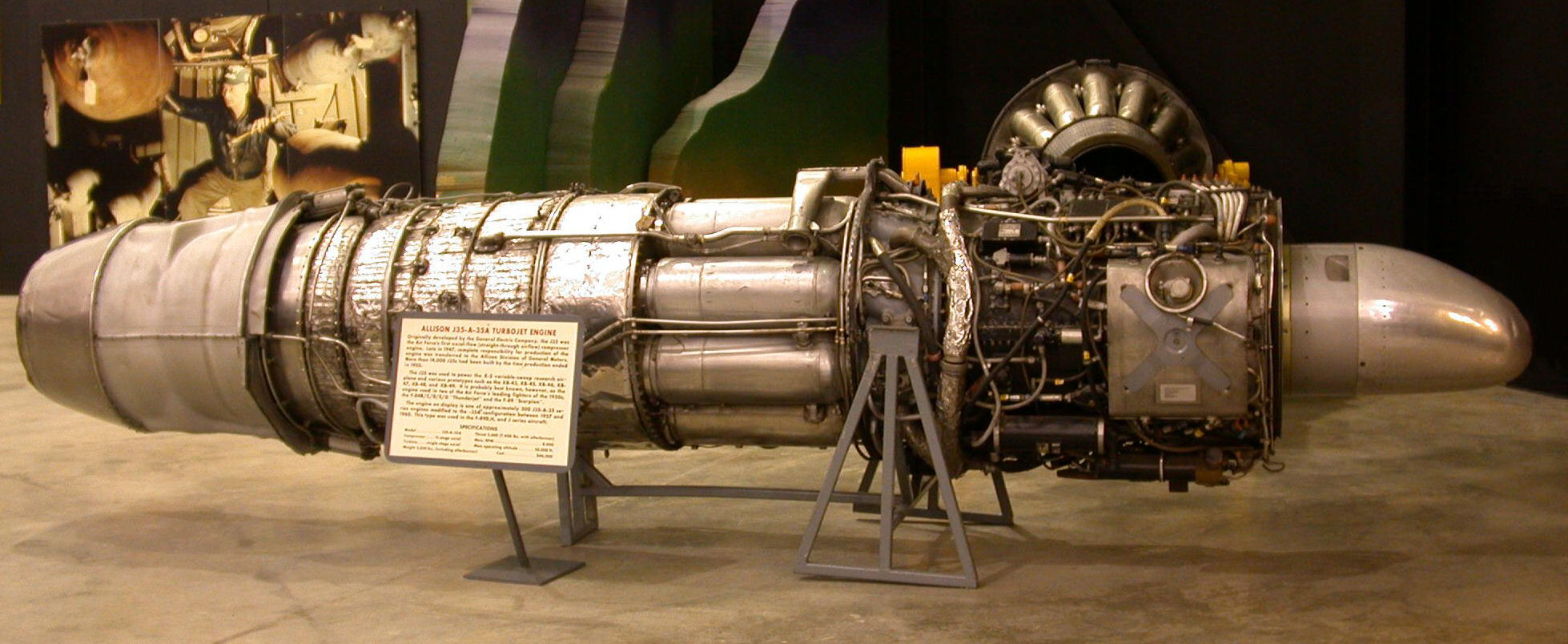
Un J35-A-35A con postbruciatore della USAF.

- J35-A-2 Installato sul FJ-1 Fury 16,68 kN (3750 lbf) di spinta
- J35-A-3 Douglas XB-43 16,68 kN (3750 lbf)
- J35-A-4 North American XB-45A 17,80 kN (4000 lbf)
- J35-A-5 Northrop YB-49, XP-86 Sabre 16,68 kN (3750 lbf)
- J35-A-9 XP-89 16,68 kN (3750 lbf)
- J35-A-11 XB-45A Tornado 16,68 kN (3750 lbf)
- J35-A-13CF-84C 16,68 kN (3750 lbf)
- J35-A-15 YP-84, YP-89 16,68 kN (3750 lbf)
- J35-A-15C P-84B/C, F-84KY 16,68 kN (3750 lbf)
- J35-A-17 Bell X-5, Douglas XF4D-1 21,79 kN (4900 lbf)
- J35-A-17D F-84D/E 21,79 kN (4900 lbf)
- J35-A-19 Northrop YRB-49, Northrop YB-35B (prototipo) 21,79 kN (4900 lbf)
- J35-A-21 YF-89A, F-89A/B/C 22,90 kN (5150 lbf)
- J35-A-21A F-89A/B/C 22,68 kN (5100 lbf)
- J35-A-25 XF-84E, XF-96A 23,57 kN (5300 lbf)
- J35-A-29 F-84G 24,91 kN (5600 lbf)
- J35-A-33, -33A F-89C/D 24,02 kN (5400 lbf)
- J35-A-35, -35A F-89D/H/J, F89G 24,20 kN (5440 lbf), 32,02 kN (7 200) con postcombustore
- J35-A-41 F-89D/J 24,91 kN (5600 lbf), 32,91 kN (7 400) con postcombustore
- J35-C-3 Prodotto dalla Chevrolet, installato su XP-86 Sabre 16,68 kN (3750 lbf)
- J35-GE-2 Prodotto dalla General Electric, installato sull'XFJ-1 16,68 kN (3750 lbf)
- J35-GE-7 XP-84, Martin XB-48 16,68 kN (3750 lbf)
- J35-GE-9 Martin XB-48 16,68 kN (3750 lbf)

Fonte dei dati

## Velivoli utilizzatori
Stati Uniti
- Bell X-5
- Convair XB-46
- FJ-1 Fury
- F-84 Thunderjet
- F-89 Scorpion
- Martin XB-48
- Northrop YB-49
- Douglas XB-43
- XB-45 Tornado
- XB-47 Stratojet
- XP-86 Sabre